# Dennis Johnson (Leichtathlet)
Dennis Osric Johnson (* 6. Mai 1939 in Kingston; † 22. April 2021 ebenda) war ein jamaikanischer Sprinter.
Für die Westindische Föderation startend wurde er bei den Panamerikanischen Spielen 1959 in Chicago Fünfter über 100 m und gewann Bronze in der 4-mal-100-Meter-Staffel. Im Jahr darauf erreichte er bei den Olympischen Spielen in Rom im Rennen über 100 m das Viertelfinale und über 200 m das Halbfinale.
Für Jamaika startend wurde er bei den British Empire and Commonwealth Games 1962 in Perth Fünfter über 100 Yards. Bei den Olympischen Spielen 1964 schied er über 100 m im Viertelfinale aus und kam mit der jamaikanischen Mannschaft in der 4-mal-100-Meter-Staffel auf den vierten Platz.
1961 egalisierte er den Weltrekord über 100 Yards von 9,3 Sekunden insgesamt drei Mal.
Dennis Johnson wirkte später als Trainer an der University of Technology, Jamaica.
Am 22. April 2021 starb Johnson im Alter von 81 Jahren während der COVID-19-Pandemie an den Folgen einer SARS-CoV-2-Infektion.

## Persönliche Bestzeiten
- 100 Yards: 9,3 s, 5. Mai 1961, Sunnyvale
- 100 m: 10,2 s, 1. Mai 1964, San José
- 220 Yards: 20,9 s, 1. April 1961, Palo Alto (entspricht 20,8 s über 200 m)